# Swiftia studeri
Swiftia studeri is een zachte koraalsoort uit de familie Plexauridae. De koraalsoort komt uit het geslacht Swiftia. Swiftia studeri werd in 1910 voor het eerst wetenschappelijk beschreven door Nutting. 